# Mel·lífer blanc-i-negre
El mel·lífer blanc-i-negre (Sugomel niger) és un menjamel, un ocell de la família dels melifàgids (Meliphagidae) i única espècie del gènere Sugomel.

## Hàbitat i distribució
Habita les sabanes àrides de la major part d'Austràlia. Amb hàbits nòmades, arriba amb freqüència fins a les zones humides.

## Descripció
- És un petit menjamel, amb 10 – 12 cm de llarg, bec llarg, prim i una mica corbat cap avall. Cua curta. Notable dimorfisme sexual.
- Mascles contrastats blanc i negre. Cap, coll i parts superiors negres. Zones inferiors blanques amb una banda negra a longitudinal a través del pit.
- Femella amb cap i parts superiors marrons i zones inferiors pàl·lides.

## Taxonomia
Aquesta espècie ha estat inclosa al gènere Certhionyx fins als treballs de Driskell et Christidis 2004 i de Christidis et Boles 2008 que propiciaren la inclusió dins el monotípic gènere Sugomel.